# Calodia webbi
Calodia webbi är en insektsart som beskrevs av Nielson 1982. Calodia webbi ingår i släktet Calodia och familjen dvärgstritar. Inga underarter finns listade i Catalogue of Life.